# Billy Dilley en Vacances Souterraines
Billy Dilley en Vacances Souterraines (Billy Dilley's Super-Duper Subterranean Summer) est une série télévisée d'animation américaine de 13 épisodes diffusée du 3 au 15 juin 2017 sur Disney XD.
En France, la série est diffusée en 2017 sur Disney XD.

## Synopsis
Fan de science, Billy Dilley et ses compagnons de labo Zeke et Marsha, se retrouvent durant les vacances d’été coincées dans le noyau de la terre.

## Épisodes
1. La vie au centre de la Terre / Nouvelle vie (Lab Friends... Forever? / Surviving Billy)
2. Billy tombe amoureux / La maison de la sorcière (Hey Judy / Count Wretcher)
3. Le roi de la calzone / Le nouveau Billy (Calzones /Crab Hands)
4. Le rendez-vous de Marsha / Les Troggies (The Date /The Troggies Next Door)
5. Le prince des champignons / Le comte Souillure (The Mushroom Prince / Welcome to the Hag House)
6. La malédiction de Billy / Zartran (Beastie Billy / Zartran)
7. "M" comme maladroite / Tommy X ("K" is for Klutz / Tommy X)
8. Le Trésor / La verrue du Troggie (Billy / Willie / The Telltale Wart)
9. Billy change de coupe / L'armoire de Vieille Sorcière (Ol' MacBilly / Silly Spheres)
10. La trahison du comte / Billy est jaloux (Wretcherous Treachery / Jared)
11. Limaçou / Bulle de confinement (Sluggy / Double Bubble)
12. Le Mucus Sacré / La Mue (The Glorp of the Gorks / Rat's Entertainment!)
13. La Bataille du Monde Souterrain (The Battle for Subterranea-Tania)

## Distribution

### Voix originales
- Aaron Springer : Billy Dilley
- Tom Kenny : Zeke
- Catie Wayne : Marsha
- Sarah-Nicole Robles : Judy
- James Arnold Taylor : Raymond Wretcher
- Brian Doyle-Murray : Big Doug
- Kerri Kenney-Silver : Mme Wretcher
- Susanne Blakeslee : Hag Witch